# Oligophlebia cristata
Oligophlebia cristata is een vlinder uit de familie wespvlinders (Sesiidae), onderfamilie Tinthiinae.
Oligophlebia cristata is voor het eerst wetenschappelijk beschreven door Le Cerf in 1916. De soort komt voor in het Oriëntaals gebied.